# スバル・ブラット
ブラット（BRAT）は、スバルブランドを展開する富士重工業（現・SUBARU）で生産されていた、レオーネベースのピックアップトラックである。輸出専用車種で、日本国内販売は行われていないが、並行輸入されたものが少数存在する。

## 概要
アメリカでは若年層を中心に、パーソナルカーとしてのピックアップトラックの需要があり、日本車の輸入が本格化した1970年代に入ると、日本製のダットサン・トラック、トヨタ・トラック、いすゞ・ファスターの北米仕様であるシボレー・LUVなどのミニピックアップトラックが好調な販売を記録していた。
こうした中、スバルオブアメリカからの富士重工に対するトラックを望む声は当初からあったものの、アメリカでは輸入ライトトラックに25 %という破格の高関税（いわゆるチキン・タックス）を課しており、フレーム付きの日本製ピックアップトラックはボディをキャブ部分のみの架装に留め、荷台は現地で組み付ける「キャブシャシ」という部品扱いで輸出する手法で、この高関税を回避していた。
しかし、スバルではフルモノコックボディ以外の普通車を生産しておらず、こうした「荷箱分割方式」が取れなかった。アメリカ合衆国政府との度重なる折衝の末、荷台をボディ前半部となだらかに一体化させたデザイン（いわゆるクーペユーティリティ）とした上で荷台に固定式のシートを2脚取り付けることで、ピックアップではない4人乗りの「乗用車」としての輸入を認められ、1977年10月から「BRAT」という専用名称とともにアメリカへの輸出が始まった。
1979年発行のカートピア別冊「楽しい4輪駆動車のハンドブック」では初代ブラットがレオーネ4WDの使用実例の1つとして紹介されていたが、その中には『日本では発売できない』との記述がある。このため日本市場には導入されなかったものの、1983年には田宮模型（現在のタミヤ）より2代目ブラットをモデルとしたラジコンカー「スバルブラット」が発売されている。

## 初代（1977年-1981年）

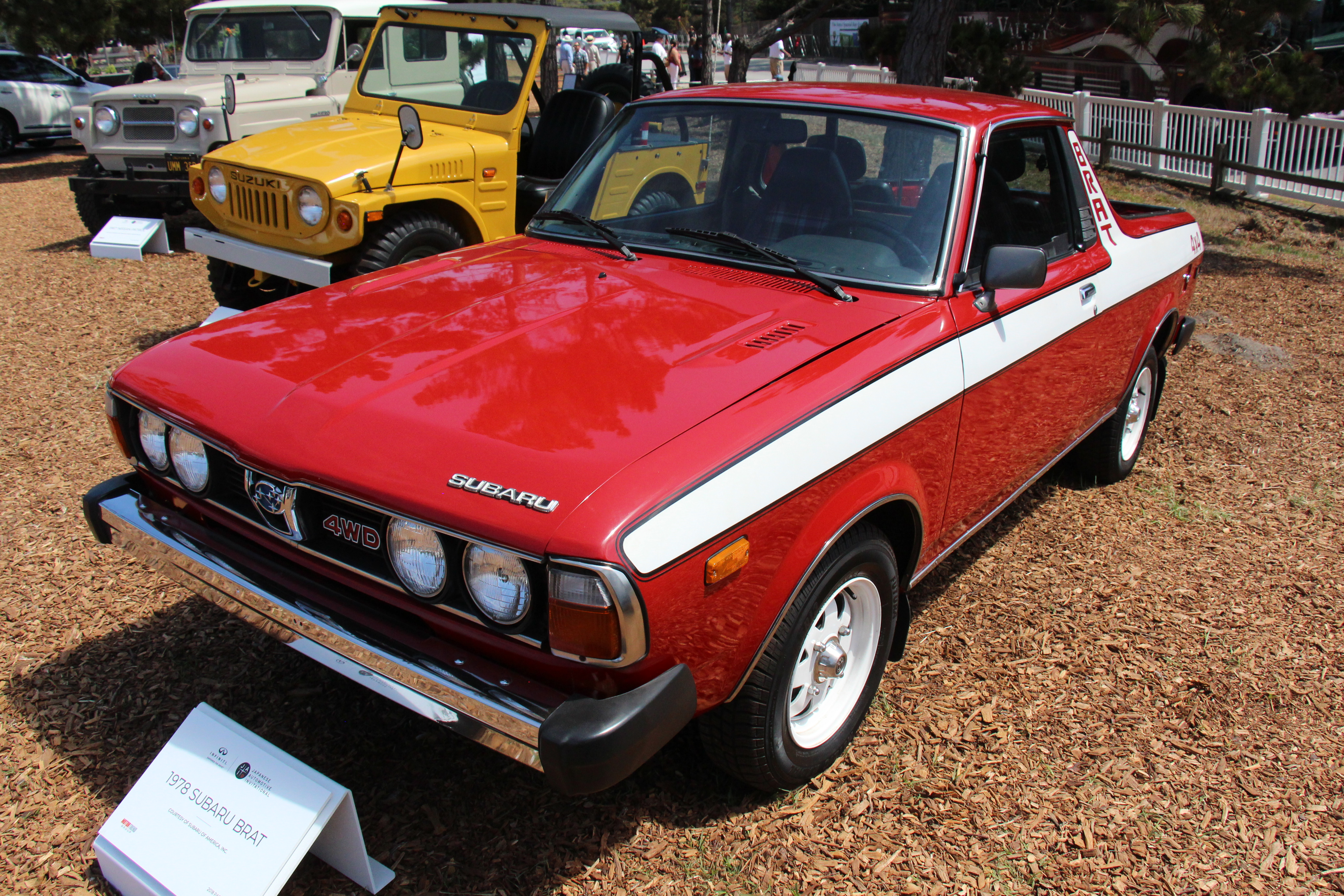
初代ブラット

1977年10月発売。ベースとなったのはA3型レオーネ2ドアセダンで、Aピラーを含むフロントウインドシールドとカウル以前、両サイドのドアは共通であるが、ボディパネルの約6割は専用部品となる。
1978年、「スバル・MV」という輸出名でイギリスをはじめとしたヨーロッパへの輸出を開始。

## 2代目（1981年-1994年）

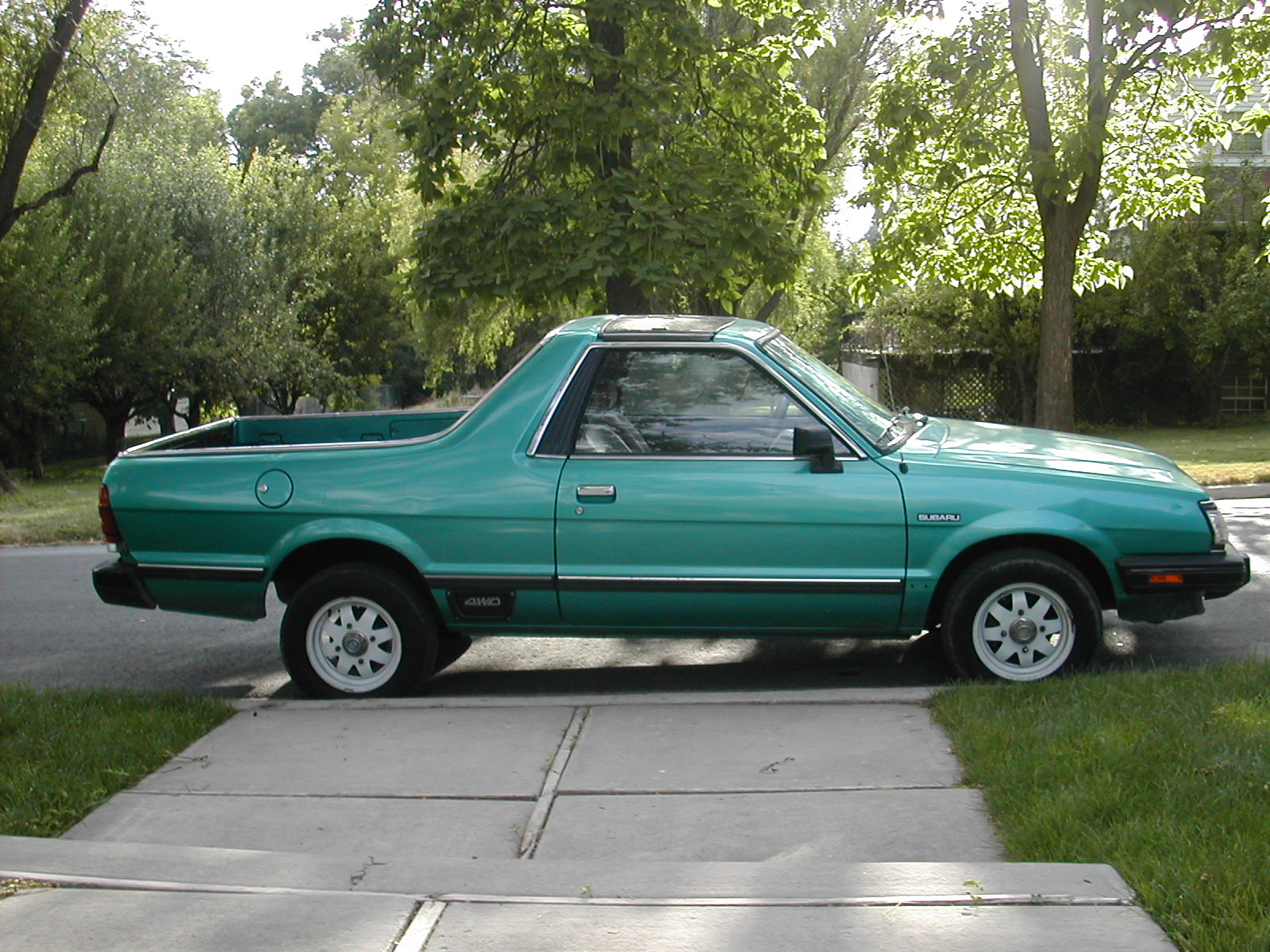
2代目ブラット

1981年10月にフルモデルチェンジ。AB型レオーネ2ドアハードトップをベースとしていた。AB型レオーネでは唯一、「ハローツインルーフ(Halo Twin Roof)」と呼ばれるガラス製Tバールーフも設定された。
1983年からは、4灯フロントグリル、前後バンパーをウレタン一体成型に変更。
1984年、フロントグリルをハニカムタイプに変更。アメリカ仕様は「GL」のみのモノグレードとなった。
1985年、アジア・オセアニア地域の需要に対応して、オーストラリアを中心に「ブランビー (Brumby) 」として輸出が開始された。また、イスラエルなど中東諸国にも「スバル・ピックアップ (Subaru Pickup) 」として1986年から輸出された。
アメリカでの販売終了後も、ヨーロッパ、アジア、オセアニア、中東向けには輸出が継続され、1990年までAB型レオーネのボディのまま生産された。

## 車名の由来
「BRAT」は、Bi-drive Recreational All-terrain Transporter の頭文字に由来する。